# Jan de Groef
Jan de Groef MAfr (* 7. Januar 1948 in Beigem, Flämisch-Brabant, Belgien) ist Bischof von Bethlehem in Südafrika.

## Leben
Jan de Groef trat der Ordensgemeinschaft der Gesellschaft der Missionare von Afrika (Weiße Väter) bei und studierte Katholische Theologie in London. Am 13. Januar 1979 legte er Profess ab, am 7. Juli 1979 empfing er die Priesterweihe in Beigem bei Grimbergen.
Er war zunächst als Missionar in Malawi tätig. Von 1981 bis 1989 war er Ordenssuperior in Phuthaditjhaba und Bohlokong im südafrikanischen Bistum Bethlehem und Pfarrer in Bethlehem (Provinz Freistaat). Von 1990 bis 1994 war er in der missionarischen Bildung in Belgien engagiert. 1995 erlernte er in Mtubatuba, Provinz KwaZulu-Natal, die Bantusprache isiZulu. Anschließend war er Pfarrer in Siyabuswa im Erzbistum Pretoria.
Nach einem Aufbaustudium der Spiritualität in Paris und Le Châtelard unterrichtete er ab 1999 Missionare in Bobo-Dioulasso im westafrikanischen Staat Burkina Faso. 2003 wurde er wiederum zum Pfarrer in die Pfarre Siyabuswa im Erzbistum Pretoria bestellt. Ab 2006 hatte er Leitungsaufgaben in Cedara in KwaZulu-Natal inne.
Papst Benedikt XVI. ernannte ihn am 31. Dezember 2008 zum Bischof des Bistums Bethlehem; er tritt die Nachfolge von Hubert Bucher an, dessen Rücktrittsgesuch Benedikt XVI. zum selben Tag angenommen hatte. Am 28. März 2009 weihte Jabulani Adatus Nxumalo, Erzbischof von Bloemfontein, ihn unter Assistenz von James Patrick Green, Apostolischer Nuntius von Südafrika, und seinem Vorgänger Hubert Bucher zum Bischof.